# Le masque d'horreur
Le masque d'horreur er en fransk stumfilm fra 1912 af Abel Gance.

## Medvirkende
- Édouard de Max
- Charles de Rochefort
- Florelle
- Mathilde Thizeau
- Jean Toulout som Ermont